# Troponina C

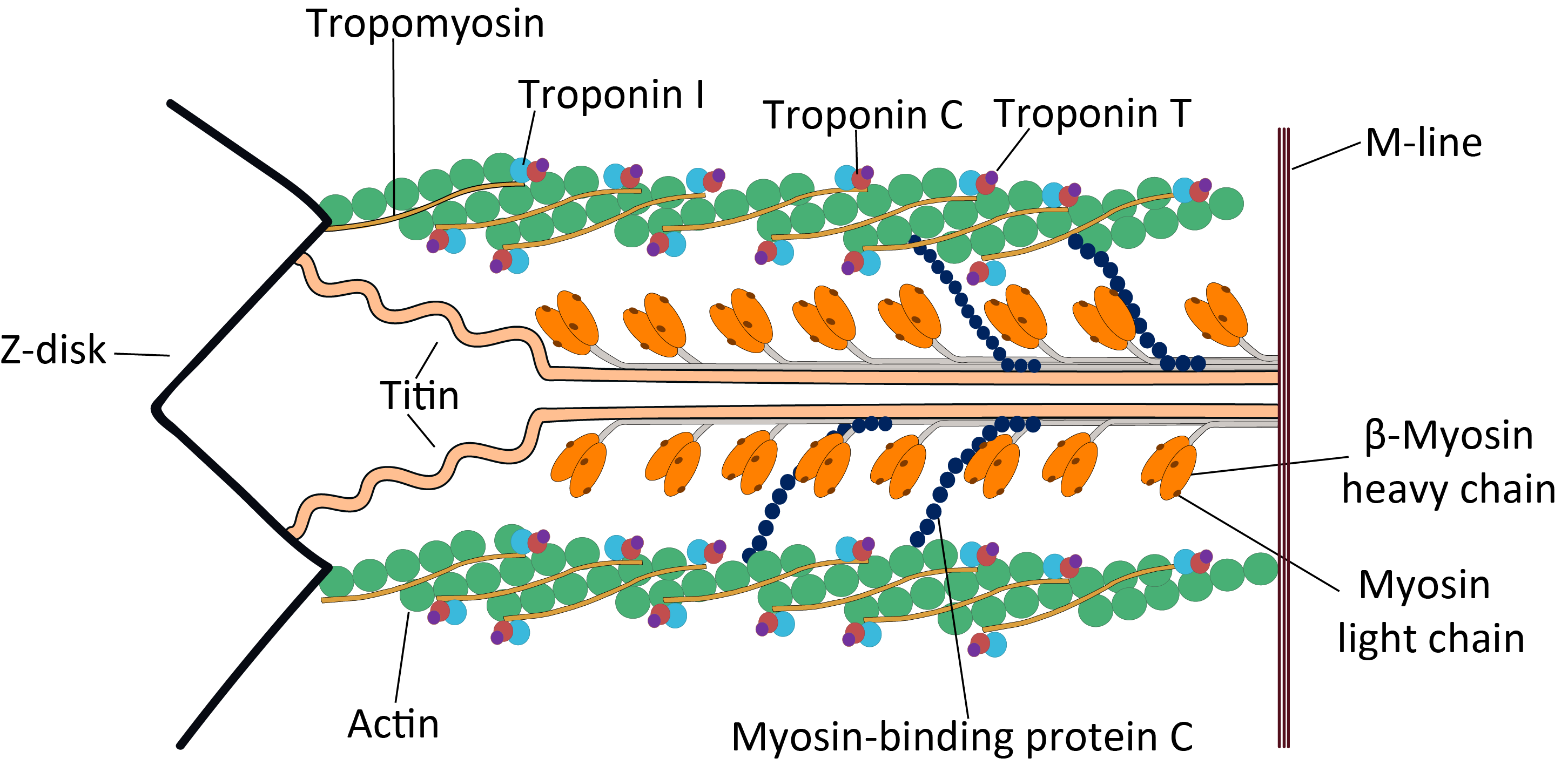
Estructura del sarcòmer cardíac, amb troponina C

La troponina C és una proteïna que forma part del complex de tres proteïnes anomenat troponina. Conté quatre dominis estructurals de proteïnes anomenades mans EF, encara que diferents isoformes poden tenir menys de quatre subdominis funcionals d'unió de calci. És un component de filaments prims, juntament amb l'actina i la tropomiosina. Conté un lòbul N i un lòbul C. El lòbul C té un propòsit estructural i s'uneix al domini N de la troponina I (TnI). El lòbul C pot unir Ca 2+ o Mg 2+ . El lòbul N, que s'uneix només al Ca 2+, és el lòbul regulador i s'uneix al domini C de la troponina I després de la unió al calci.

## Subtipus de teixits
- Troponina lenta C, TNNC1 (3p21.1 Online Mendelian Inheritance in Man (OMIM): 191040   )
- Troponina C ràpida, TNNC2 (20q12-q13.11, Online Mendelian Inheritance in Man (OMIM): 191039   )

## Mutacions
Es poden produir mutacions puntuals a la troponina C induint alteracions a la unió de Ca 2+ i Mg 2+ i a l'estructura de proteïnes, donant lloc a anomalies en la contracció muscular. En el múscul cardíac, estan relacionats amb la miocardiopatia dilatada (DCM) i la miocardiopatia hipertròfica (HCM).
Aquestes mutacions puntuals conegudes són:
- A8V
- D145E
- A31S
- C84Y
- E134D
- Y5H
- I148V